# Hélène Ruiz Fabri
Hélène Ruiz Fabri est une juriste française et une professeure de droit public, spécialiste de droit international. Elle était directrice de l'Institut Max Planck Luxembourg pour le droit procédural international, européen et réglementaire. En 2015, elle reçoit la médaille d'argent du CNRS et en 2016, elle est nommée chevalier de la Légion d'honneur. 

## Biographie
Elle est diplômée en droit et en sciences politiques de l’Université de Bordeaux et de l’Institut d'études politiques de Bordeaux. Elle y soutient sa thèse de doctorant en 1989. Elle a enseigné aux universités de Caen, Cergy-Pontoise, Paris-Villetaneuse, puis à partir de 1997 à l’École de droit de la Sorbonne à l'Université Panthéon-Sorbonne dont elle a également été directrice de 2010 à 2014. Elle est directrice de l'Institut Max Planck Luxembourg pour le droit procédural international, européen et réglementaire entre 2014 et 2023. Cette année là, le gouvernement luxembourgeois décide de fermer l'institut, après plusieurs accusations de mobbing rendues publiques,,. Dans ce cadre, elle a notamment été rapporteuse de la thèse de doctorat de Juan Branco.
Ses recherches portent sur de nombreux sujets tels que le règlement des différends à l’OMC aux droits de l’homme en passant par le droit constitutionnel. Elle a publié des ouvrages et articles dans ces différents domaines, en particulier le règlement des différends de l’OMC et le contentieux international comparé.
Elle est nommée présidente du jury du concours national de l'agrégation de droit public pour l'année 2024.

## Honneurs et récompenses
- 2016 : Chevalier de la Légion d'honneur[9].
- 2015 : médaille d'argent du CNRS[10].
- 2012 : Chevalier de l’ordre national du Mérite
- 1999 : Membre honoraire de l'Institut universitaire de France[11].